# Gundolf Kohlmaier
Gundolf Hans Kohlmaier (* 30. April 1933 in Stuttgart) ist ein Theoretischer Chemiker und Umweltforscher.
Kohlmaier studierte ab 1953 Chemie an der Technischen Hochschule Stuttgart, wechselte 1956 als Austauschstudent an die TU Berlin, um dann seine Studien an der University of Washington fortzusetzen. Nach der Masterarbeit promovierte er 1962 bei Benton Seymour Rabinovitch („Collisional Deactivation of Vibrationally Excited Butyl Radicals by Inert Gases“). Nach einem Jahr als Teaching Assistant und Research Fellow in Seattle holte ihn 1963 Hermann Hartmann an die Universität Frankfurt am Main. Er arbeitete einerseits zur molekularen Dynamik; ein zweiter Schwerpunkt war die Berechnung der Wechselwirkung von Ionen im Natrium- und Cäsiumchlorid-Gitter, der dann 1968 zur Habilitation führte. 1971 wurde er in Frankfurt als Professor für Physikalische und Theoretische Chemie berufen.
Während zunächst weiterhin die intramolekulare Energieübertragung im Zentrum seiner Forschung stand, verschob sich das Interessengebiet Mitte der 1970er Jahre zur mathematisch fundierten Beschreibung chemischer Prozesse in Natur und Technik. Mit seiner Arbeitsgruppe konzentrierte er sich seitdem auf die theoretische Beschreibung der Biosphäre im biogeochemischen Kohlenstoffkreislauf. Für das resultierende „Frankfurter Biosphärenmodell“ wurde er 1991 mit dem Philip Morris Forschungspreis ausgezeichnet. Die damit verbundene Aufmerksamkeit nutzte Kohlmaier, um einen Rodungsstopp für alle Tropenwälder zu fordern, weil die von Menschen freigesetzten Mengen an CO2 von der Vegetation bald nicht mehr bewältigt werden könnten.

## Schriften
- H. Hartmann, mit H. Heydtmann, J. Heidberg, G. Kohlmaier Chemische Elementarprozesse Springer, Berlin 1968
- Gundolf Kohlmaier, Michael Weber, Richard A. Houghton Carbon dioxide mitigation in forestry and wood industry Springer, Berlin 1998
- Selected papers of Gundolf Hans Kohlmaier : from kinetics and energy transfer of molecular systems to dynamics of global systems: the carbon cycle and the biosphere Frankfurt am Main 1998